# Caroline Seufert
Caroline Petronelle Seufert (født d. 29. november 1795 i Heidelberg, død som 78-årig i 1873) var Frederik VI’s elskerinde i Wien under Wienerkongressen.
Hendes far Johann Seufert var embedsmand ved et militærhospital.
Moderens navn var formodentlig Karoline Seufert.

## Under Wienerkongressen med Frederik VI
Caroline opholdt sig Wien i 1815, hvor Europas mange fyrster og statsmænd ved Wienerkongressen forsøgte at rydde op efter Napoleonskrigenes hærgen i Europa.
Her mødte hun den danske kong Frederik 6., som opholdt sig i Wien for at bilægge striden med den svenske kronprins Karl-Johan om en ratificering af Kielerfreden (1814). 
Som tidligere allieret med Napoleon var kongen ikke særlig estimeret blandt standsfællerne i Wien og måtte stort set overlade forhandlinger til sine embedsmænd. Kongen benyttede derfor opholdet i Wien til flittigt at besøge byens seværdigheder og gå aftenture i byen. 
Kataloget fra udstillingen ”Den Dansende Wienerkongres – Spillet om Danmark” giver mange oplysninger og beskriver forholdet meget diskret. Det nævnes dog, at Caroline ved kongens afrejse fra Wien blev omtalt af Wiens borgere som ” Die dänischen Wittip”, den danske enke.
Og ved Frederik 6.'s afrejse fra Wien d. 30. april 1815 fik Caroline som afskedsgave af kongen en livsvarig månedlig pension på 100 hollandske dukater. Et beløb svarende til en højere embedsmands månedsløn.
Kataloget omtaler syv breve sendt fra Caroline til Frederik 6. Hun skriver du til kongen og fortæller om sin nærmeste familie og sin særlige venskabsforbindelse med kongens bankier i Wien, Adam von Arnstein. (Så vidt vides kun et enkelt svarbrev fra kongen)
Videre oplyser kataloget, at Caroline i 1864 boede i et fashionabelt kvarter i Wien, til hun i 1873 blev kørt over af en piratdrosche og døde få dage senere af lungebetændelse. Ulykken blev efterforsket af politiet. Caroline Seufert døde uden livsarvinger og testamenterede et større beløb til den evangeliske kirke i Wien. 
Da den sidste oldenborgske konge, Frederik 7., døde, opstod en speciel arvesag. Da det viste sig, at Caroline Seufert endnu var i live, og en skifteretkommission måtte efter 13 måneders overvejelser udbetale til Caroline Seufert 42.500 rigsdaler som fuld og endelig "afløsningssum”, en gang for alle. En sum som svarede til to større landbrugsejendomme med besætning, inventar og alt tilliggende.
Pressen i Wien havde imidlertid en anden version. 
”At Statschatollet måtte bøde for den højsalige Landsfaders erotiske Letsindighed”.
Offentligheden var yderst forundret over kongens generøsitet, som var ganske unødig, og affæren i Wien vakte megen opmærksomhed i Europa. En berømt tysk film fra 1928 handlede om sagen: "Kongressen Danser" med kendte skuespillere som Willy Frisch og Lillian Harvey i hovedrollerne. Da Frederik 6. ikke faldt i tysk smag, blev hovedrollen ”givet” til den mere betydelige og statelige russiske zar Alexander 1.
Hvordan mødet mellem Caroline og kongen fandt sted, kan vi kun gisne om. Men det siges, at kongen ikke kunne stå for hendes tårer, da hun var i vanskeligheder efter husspektakler og risikerede en krænkende straf. Frederik 6. tog hende derfor under sin kongelige beskyttelse. 
Den 18-årige skønhed blev nu af Frederik 6. indlogeret i en passende bolig, efter at han forgæves havde søgt at få hende indlogeret i palælignende omgivelser. Sammen gik parret på Redoutebal (maskeradebal), og de var snart kendt af alle Wiens borgere. Hun var endda så berømt at hun hurtigt fik øgenavne, dårlige såvel som gode. Selv lod hun sig kalde ”Die Königin von Dänemark” og efter kongens hjemrejse hed hun "Die dänische Wiittib" (den danske enke).
En fyrste gav endda sit besyv med: ”Det er den danske Dubarry. Jeg under hende ved Gud lov, at smage på Kongressens muntre Bord. Hun har fået et forgyldt Søm i sit Livshjul”. 
Frederik 6. overøste Caroline med gaver og lod en maler forevige hende. Historien om den smukke ”grevinde” nåede hurtigt til Danmark, hvor man forventede, at hun ville komme til landet, og at kongen nu ville udskifte sin maitresse, Fru Dannemand. 
Men hun blev i Wien, hvor Frederik 6.'s donation, en obligation, blev behørigt underskrevet den 18. marts 1815 to dage efter kongens afrejse.
På en politistation i Wien og med Frederik 6.'s personlige bankier som vidne. 
Navnet på modtageren blev ikke anført ved underskrivningen af dokumentet. Det lød iflg. Wiens hemmelige politi ”Fra den afrejste danske konge, bliver som denne tidligere har aftalt, at hans Maitresse, en wienerinde, sikres en livslang pension på 1.000 til 1.200 floriner i østrigsk mønt. Dette fruentimmer, der kaldes ”den danske enke” kan træffes i Lemonadehytten, som folk almindeligvis besøger.
Ifølge forfatteren August de La Garde tilhørte Caroline Seufert det ”Lette Kavaleri”. Men i sin bog beskriver han også, hvordan Wien under kongressen var invaderet af allehånde folk. Og netop på grund af kongressen havde byen fået en nimbus, som langt overgik alle andre hovedstæder. En by hvor alle søgte efter underholdning eller rigdom, og en by hvor selv damer som gemalinder, fyrstinder m.fl. til de mindst respekterede søgte at få mest muligt ud af festlighederne, og hvor såkaldte ”Kurtisane-Hof dannede rammen om steder, hvor både politik og erotik gik flinkt tilsammen.”

## Død og om et muligt barn
Caroline Seufert blev begravet d. 3. maj 1873 på Matzliensdorf Kirkegård.
Det formodes at Caroline blev gjort gravid af Frederik VI og i 1816 fødte en datter. 
Et dokument fra Österrechisches Staatsarchiv 21. februar 2002 oplyser: "Angående den uægteskabelige fødsel af en datter af den danske konge, der ligeledes hedder Karoline (som sin moder), kan findes oplysninger herom i arkivet hos den Evangelischen Oberkirchenrates" (Med Adresse).
Arkivet var lukket i 2002 pga. ombygning.
Kataloget fra udstillingen "Danmark og den dansende Wienerkongres" oplyser, at Caroline døde uden arvinger ud fra den antagelse (Østrigsk Statsarkiv), at en tidligere begravet i samme grav som Caroline og med samme navn måtte være den "kgl." datter.
Imidlertid er det gennem journalist Jan Søtrup (forfatter til bogen "En Romance", om Fru Dannemands søn) d. 19. juli 2007 oplyst, at nævnte før-begravede var anført som "Embedsmands enke" og ikke som "Embedsmandsdatter". Den før-begravede må derfor være vor Carolines mor, eller tante. Der er derfor ingen hjemmel til at antage, at Caroline Seufert døde uden livsarvinger, og den nævnte "kgl." datter må findes et andet sted. 

### Er datteren Frederikke Marie Krogh?
Muligheden for at den "kgl." datter kunne være Frederikke Marie Krogh bygger på 
- Dokumentation af skolegang som 17-årig i Bredgadens Pige Skole 1833 (Navneklud-efternavn Krogh).
- Bryllup i Holmens Kirke d. 3. maj 1844, Med Ditlev Nielsen Holm. Forlover ved brylluppet Krigsråd Liepe (Holmens Kirkebog).
- Frederikke Marie var i Svendborg sidst i 1844 (anmeldt i kirkebog). Kunstsnedkeri på hovedgaden i Svendborg 1845 (Svendborg folketælling). Kammerjunker Gerhard Krog opholdt sig i Wien i året 1815-1816, for her at rydde op efter Frederik VI's ophold ved Wienerkongressen. Har her givet medvirket til et forsøg på mægling mellem Caroline og Kongen. Barnet formodentlig medbragt til Danmark.

Frederikke Marie blev begravet d. 20. maj 1898 uden identitet. Kun "hans enke" var anført på gravsten og i kirkegårdens annaler, gravsted C2-033, Svendborg Assistens Kirkegård. 
Ifølge slægtens ældste var Frederikke Marie Krogh datter af Frederik VI og Fru Dannemand og opdraget af dronningens tjenestegørende adjudant Gerhardt Krogh og med ham som værge.
Han havde bopæl med familie på Amalienborg. At familien fejlagtigt mente, at moderen var Fru Dannamand skyldes samme forvirring og hemmelighedsholdelse af nyfødte i 1816 – se forhold vedr. Edouard Vargas Bedemar under "Fru Dannemand" (forfatteren Else Kornerup 1945).